# Mariano Fortuny
Mariano Fortuny, född 11 maj 1871, död 3 maj 1949, var en spansk-italiensk scenograf, målare, textilkonstnär och fotograf. Han var son till konstnären Marià Fortuny.
Fortuny gjorde handmålade siden- och sammetstyger och skapade exklusiva kläder inspirerade av antiken. Han patenterade en egen metod för handplissering av sina Delphos-klänningar.

## Fotnoter
1. 1 2  RKDartists, RKDartists-ID: 28720, läst: 23 augusti 2017.[källa från Wikidata]
2. ↑  SNAC, SNAC Ark-ID: w6md0x32, läs online, läst: 9 oktober 2017.[källa från Wikidata]
3. ↑  Diccionario biográfico español, Real Academia de la Historia, 2011, Diccionario biográfico español-ID: 9822/mariano-fortuny-y-madrazo, läst: 9 oktober 2017.[källa från Wikidata]
4. ↑  Union List of Artist Names, 9 augusti 2021, ULAN: 500036186, läs online, läst: 14 maj 2024.[källa från Wikidata]
5. ↑  Find a Grave, Find A Grave-ID: 188400041, läs online.[källa från Wikidata]
6. ↑  Museum of Modern Arts webbsamling, MoMA konstnärs-ID: 1951, läs online, läst: 4 december 2019.[källa från Wikidata]